# Население Перми

## Численность населения
Численность населения — 1 027 518 чел. (2025).
По окончательным итогам Всероссийской переписи населения 2010 года, население Перми (в границах городского округа) составляло 991 170 человек, а без посёлков Казарма 30-й км (5 человек) и станция Адищево (3 человека), которые Росстатом учитываются как отдельные от собственно Перми населённые пункты в составе городского округа Пермь, численность населения собственно города Перми составляла 991 162 человека.
По оценке территориального органа Росстата по Пермскому краю городского округа Пермь на 1 января 2011 года составляло 991 524, естественный прирост в 2011 году составил 337 человек (2010 год — убыль 287 человек), миграционный прирост составил 8787 человек. Таким образом, суммарный прирост населения Перми в 2011 году составил 9124 человека, а население городского округа на 1 января 2012 года — 1 000 648 человек. Это означает, что уже в конце 2011 года население города вновь превысило миллионную отметку. Однако итог суммирования численности населения Перми на 1 января 2011 года с естественным и миграционным приростом за 2011 год не был подтверждён Пермьстатом. В официальном пресс-релизе Пермьстат заявил, что официальные итоги 2011 года ещё не подведены и будут опубликованы в апреле 2012 года.
Пермская агломерация включает в себя: город Краснокамск, посёлки Оверята, Кондратово, Сокол, деревни Песьянка, Большое Савино, Фролы и другие примыкающие к Перми населённые пункты Пермского и Краснокамского муниципальных районов.

### Численность населения по районам

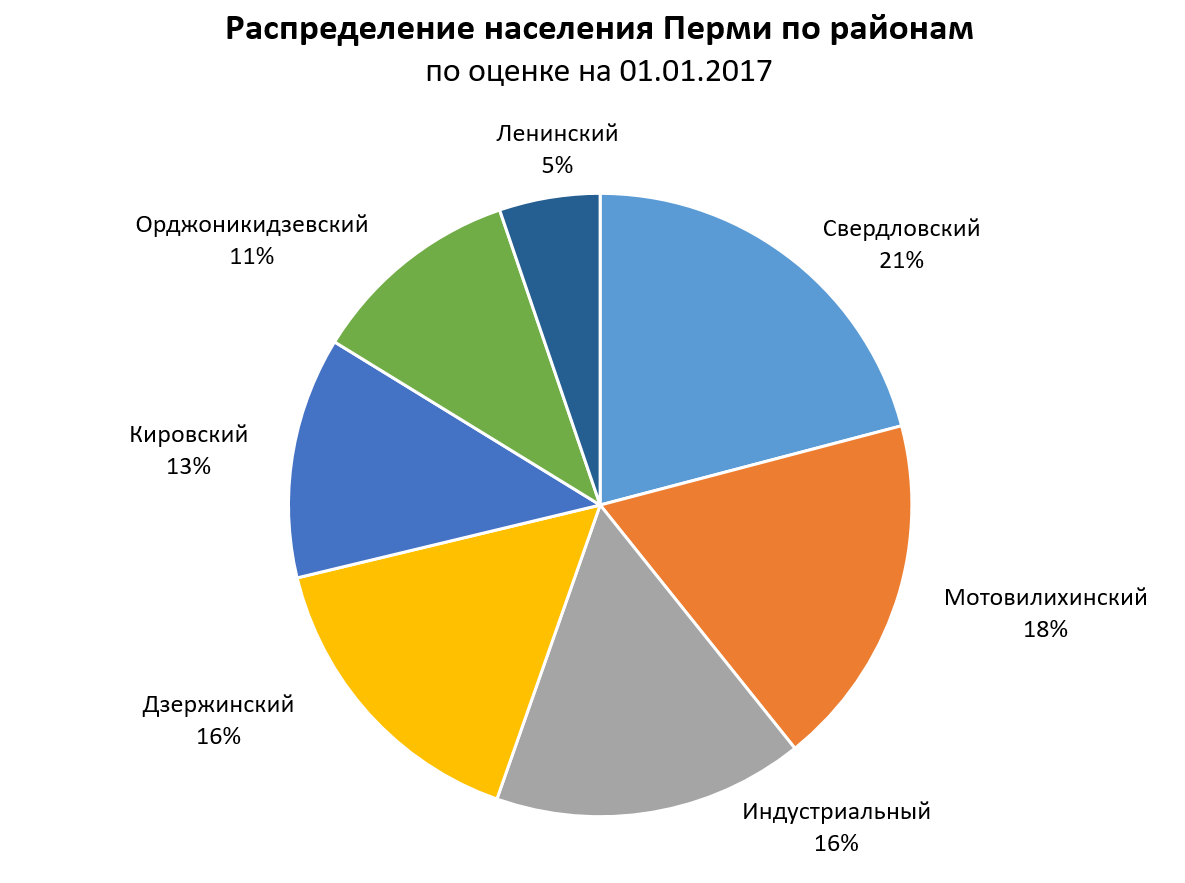
Распределение численности населения Перми по районам на 01.01.2017 г.

Самый многочисленный район города Перми — Свердловский (↘213 856 чел.); самый малочисленный — Ленинский (↘44 970 чел.). Дзержинский район до выделения из него Индустриального района в 1972 году был самым крупным районом Перми с населением 210 513 человек (1970 г.).
Численность городского населения Перми по районам (оценка на 01.01.2017 г.):
| Район             | Население | Население |
| Район             | чел.      | %         |
| ----------------- | --------- | --------- |
| Свердловский      | ↘213 856  | 20,91     |
| Мотовилихинский   | ↘184 724  | 18,35     |
| Индустриальный    | ↘168 349  | 16,12     |
| Дзержинский       | ↘173 716  | 15,87     |
| Кировский         | ↘127 671  | 12,52     |
| Орджоникидзевский | ↘113 867  | 11,01     |
| Ленинский         | ↘44 970   | 5,23      |

## Динамика численности населения
| 1811       | 1840       | 1856       | 1863       | 1897       | 1913       | 1914       |
| ---------- | ---------- | ---------- | ---------- | ---------- | ---------- | ---------- |
| 3100       | ↗12 000    | ↘9500      | ↗19 200    | ↗45 205    | ↗50 000    | ↗68 100    |
| 1920       | 1923       | 1926       | 1931       | 1933       | 1937       | 1939       |
| ↗70 026    | ↘67 400    | ↗82 249    | ↗122 712   | ↗170 500   | ↘165 825   | ↗255 236   |
| 1956       | 1959       | 1962       | 1967       | 1970       | 1973       | 1975       |
| ↗538 000   | ↗629 118   | ↗701 000   | ↗796 000   | ↗850 324   | ↗901 000   | ↗959 000   |
| 1979       | 1982       | 1985       | 1986       | 1987       | 1989       | 1990       |
| ↗999 157   | ↗1 028 000 | ↗1 062 000 | ↘1 061 000 | ↗1 075 000 | ↗1 090 944 | ↘1 044 000 |
| 1991       | 1992       | 1993       | 1994       | 1995       | 1996       | 1997       |
| ↗1 100 000 | ↘1 099 000 | ↘1 093 000 | ↘1 086 000 | ↘1 033 000 | ↘1 029 000 | ↘1 025 000 |
| 1998       | 1999       | 2000       | 2001       | 2002       | 2004       | 2005       |
| ↘1 023 000 | ↘1 017 100 | ↘1 009 700 | ↘1 004 800 | ↘1 001 653 | ↘994 600   | ↘989 500   |
| 2006       | 2007       | 2008       | 2009       | 2010       | 2011       | 2012       |
| ↗993 300   | ↘990 200   | ↘987 234   | ↘985 794   | ↗991 162   | ↗991 882   | ↗1 000 672 |
| 2013       | 2014       | 2015       | 2016       | 2017       | 2018       | 2019       |
| ↗1 013 887 | ↗1 026 477 | ↗1 036 469 | ↗1 041 876 | ↗1 048 005 | ↗1 051 583 | ↗1 053 938 |
| 2020       | 2021       | 2023       | 2024       | 2025       |            |            |
| ↗1 055 397 | ↘1 034 002 | ↘1 027 153 | ↘1 026 908 | ↗1 027 518 |            |            |

В 1979 году Пермь вошла в группу городов-миллионеров. При этом во второй половине XX века темпы роста численности населения с каждым годом сокращались: в послевоенный период население увеличивалось ежегодно на 25—30 тыс., в 1970-е годы — на 15—19 тыс., в 1980-е — на 6—10 тыс.
Максимальной численности население достигало в 1989 году — 1 092 392 человек. За 1989—1991 годы население города возросло на 7,8 тыс. чел.
В постсоветское время город испытал значительную депопуляцию (около 100 тыс.). По итогам Всероссийской переписи 2002 года, население Перми составило 1 001 653 человек. К 2004 году выбыл из числа городов-миллионеров. По оценке Росстата, на 1 января 2002 года население города насчитывало 1002 тыс. человек, 1 января 2003 года — 1000 тыс. человек, 1 января 2004 года — 995 тыс. человек.
В настоящее время наблюдается значительный рост рождаемости и уменьшение смертности населения в городе: количество новорожденных превысило количество умерших на 97 человек. Кроме того наблюдается миграционный прирост, который за 9 месяцев 2011 года составил 4 192 человека. За счёт этого, к концу 2011 года город вернул статус города-миллионера. За 2012 год естественный прирост населения составил 1 494 человека.

### Повторное достижение Пермью численности населения 1 миллион
Исходя из оценок территориального органа Росстата по Пермскому краю население Перми на 1 января 2011 года составляло 991 889 человек, естественный прирост в 2011 году составил 337 человек (в 2010 году отмечалась естественная убыль 287 человек), миграционный прирост составил 8787 человек. Таким образом суммарный прирост населения Перми в 2011 году составил 9 124 человека, а население города на 1 января 2012 года 1 001 013 человек. Это означает, что уже в ноябре 2011 года население города вновь превысило миллион. Ранее в 1979 году население Перми уже превышало миллионную отметку, но к 1 января 2003 году население города сократилось до 1 миллиона, а в течение того же года депопуляция привела к тому, что численность населения опустилась уже ниже 1 миллиона. Таким образом Пермь стала единственным городом России, который в послевоенный период дважды достигал статуса города-миллионера (в 1979 и 2011 годах); Волгоград проделал это уже трижды (в 1989, 2002 и 2010 годах), остальные города-миллионеры преодолевали эту отметку единожды.
Увеличение миграционного прироста в Перми и в России в целом связано с тем, что начиная с 1 января 2011 года Росстатом изменена методика статистического учёта мигрантов. В число жителей России, а также её территориальных единиц стали включать лиц, временно зарегистрированных на срок от 9 месяцев и более.

Естественная убыль населения городского округа за первое полугодие 2011 года составила 274 человека, а миграционный прирост — 2380 человек, суммарный месячный прирост составлял 0,35 тысячи человек. В третьем квартале 2011 года естественный прирост населения городского округа составил 301 человек, а миграционный прирост 1812 человек, средний суммарный месячный прирост населения составил 0,7 тысячи человек. В четвёртом квартале 2011 года естественный прирост населения округа составил 36 человек, а миграционный прирост — 4595 человек, что привело к росту численности округа сразу на 4631 человека за 3 месяца, то есть в среднем на 1,5 тысячи человек в месяц. Таким образом прирост населения Перми в третьем квартале 2011 года удвоился по сравнению с первым полугодием, а в четвёртом квартале 2011 года ещё раз удвоился в сравнении с третьи кварталом. Данная динамика была обусловлена в первую очередь приростом миграционного сальдо, дополнительным фактором явилось прекращение естественной убыли население и появление пусть и относительно небольшого естественного прироста.
Столь значительное изменение динамики роста населения города в течение 2011 года (0,35 тысячи в месяц в первом полугодии, 0,7 тысячи в месяц в третьем квартале и уже 1,5 тысячи в четвёртом квартале) стало причиной того, что Пермьстат оказался неготов вовремя информировать городские власти о преодолении Пермью рубежа в 1 миллион, потому о данном событии стало известно только 3 с половиной месяца спустя.
Ещё год назад звучали оценки, что Пермь уже никогда не достигнет 1 миллиона жителей, так автор «Коммерсанта» приводил оценки Пермского научно-исследовательского клинического института детской экопатологии, согласно которым (по базовому прогнозу) население города не только не вырастет, но и к 2025 году сократится до 845,1 тыс. человек.

## Национальный состав

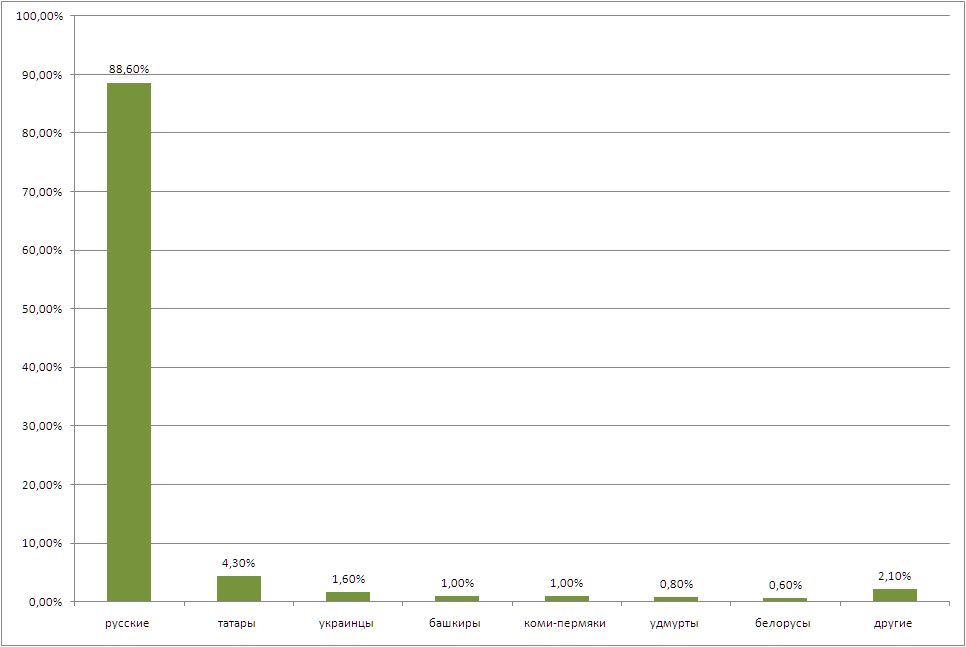
Распределение населения Перми по этническим группам

Национальный состав населения Перми (по данным на 2002 год) имеет следующий вид:
| Народ        | Доля в Перми | Доля в Пермском крае | Доля в России |
| ------------ | ------------ | -------------------- | ------------- |
| русские      | 88,6 %       | 85,2 %               | 79,8 %        |
| татары       | 4,3 %        | 4,8 %                | 3,8 %         |
| украинцы     | 1,6 %        | 0,9 %                | 2,0 %         |
| башкиры      | 1,0 %        | 1,44 %               | 1,2 %         |
| коми-пермяки | 1,0 %        | 3,7 %                | 0,1 %         |
| удмурты      | 0,8 %        | 0,9 %                | 0,4 %         |
| белорусы     | 0,6 %        | 0,4 %                | 0,6 %         |
| другие       | 2,1 %        | 2,6 %                | 12,1 %        |

Ниже представлено изменение численности и соотношения основных национальностей города по результатам переписей 1897 и 1926 гг.:
| Национальности | 1897   | 1897  | 1926   | 1926  |
| Национальности | число  | %     | число  | %     |
| -------------- | ------ | ----- | ------ | ----- |
| Всего          | 45 205 | 100   | 84 725 | 100   |
| русские        | 41 902 | 92,69 | 76 303 | 90,05 |
| татары         | 1263   | 2,79  | 3539   | 4,17  |
| евреи          | 817    | 1,80  | 2915   | 3,44  |
| поляки         | 739    | 1,63  | 375    | 0,44  |
| коми-пермяки   | 4      | 0,00  | 280    | 0,33  |
| удмурты        | -      | -     | 255    | 0,30  |
| украинцы       | 73     | 0,16  | 193    | 0,22  |
| немцы          | 184    | 0,41  | 146    | 0,17  |
| белорусы       | 25     | 0,06  | 129    | 0,15  |
| прочие         | 198    | 0,44  | 590    | 0,70  |

## Возрастной состав населения

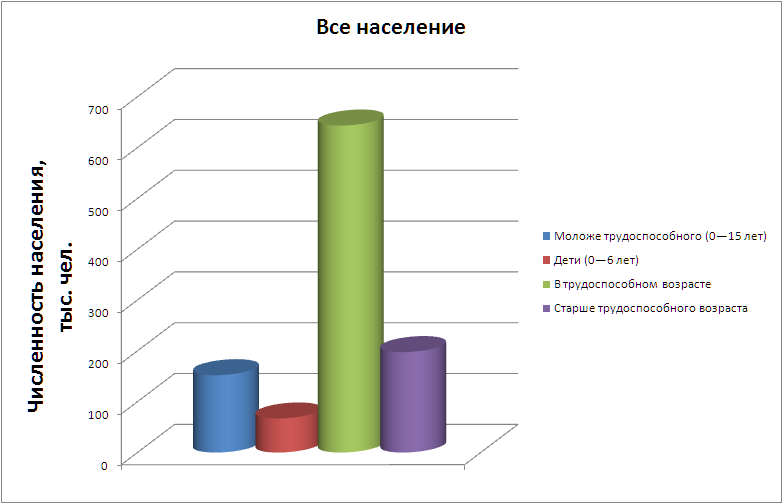
Распределение населения Перми по возрастам
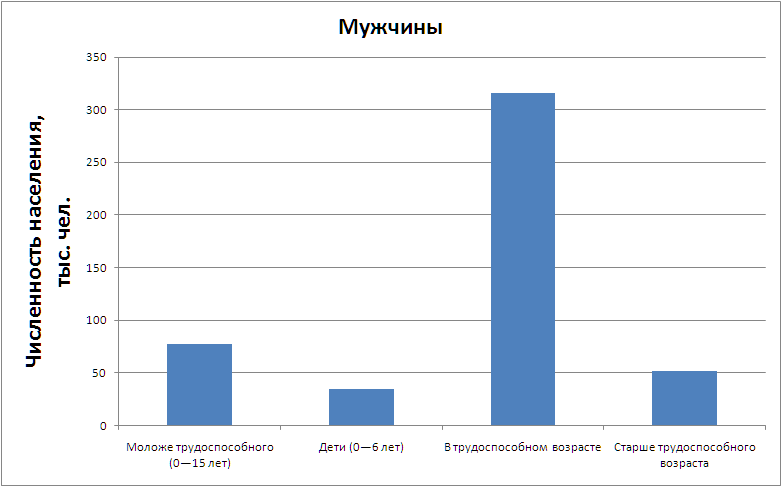
Распределение населения Перми по возрастам (мужчины)
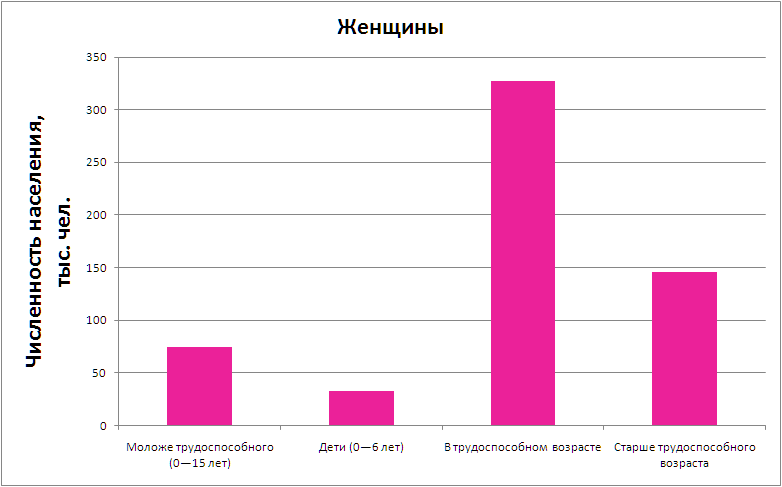
Распределение населения Перми по возрастам (женщины)